# 國語日報

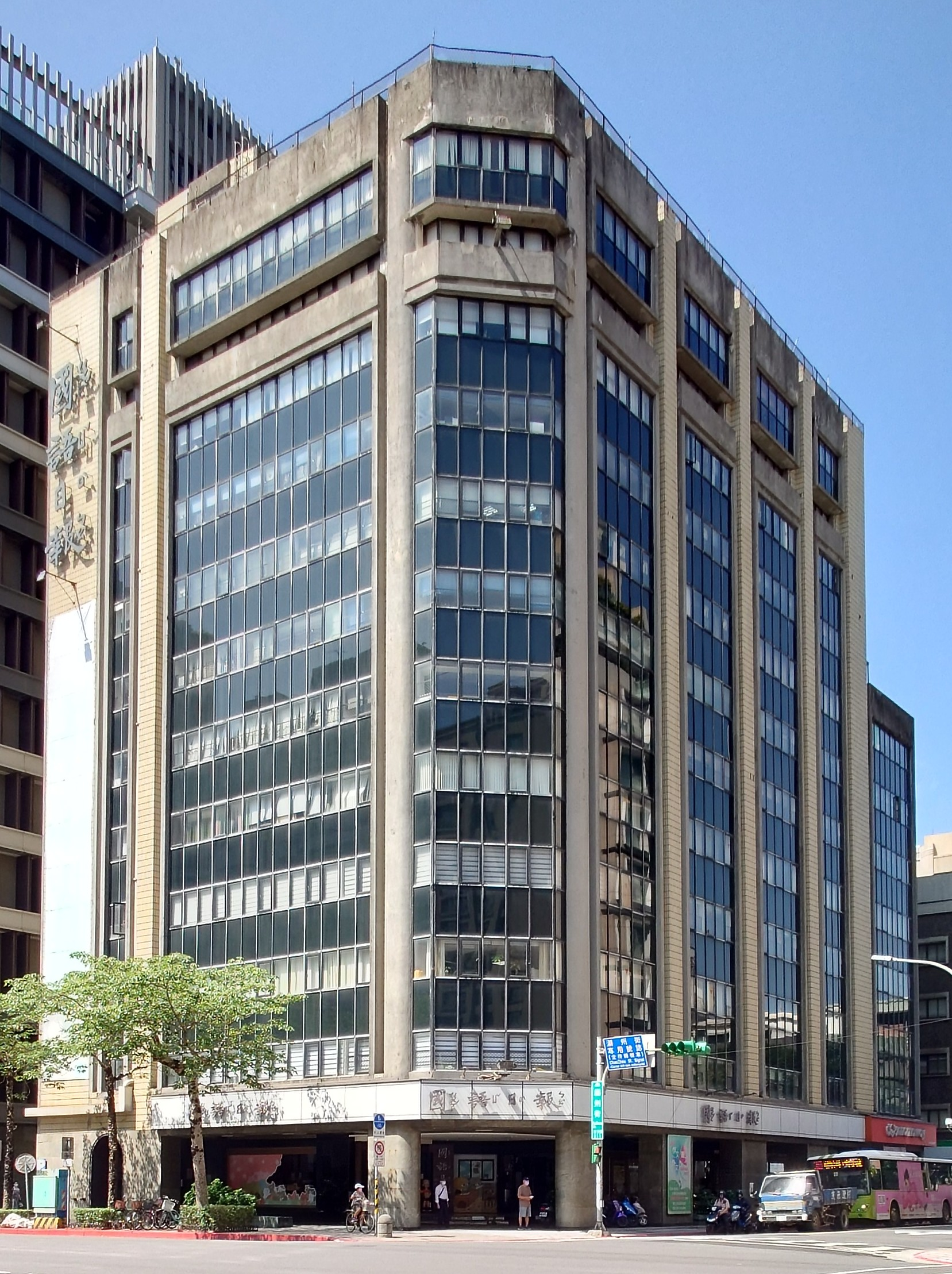
國語日報社總社大樓

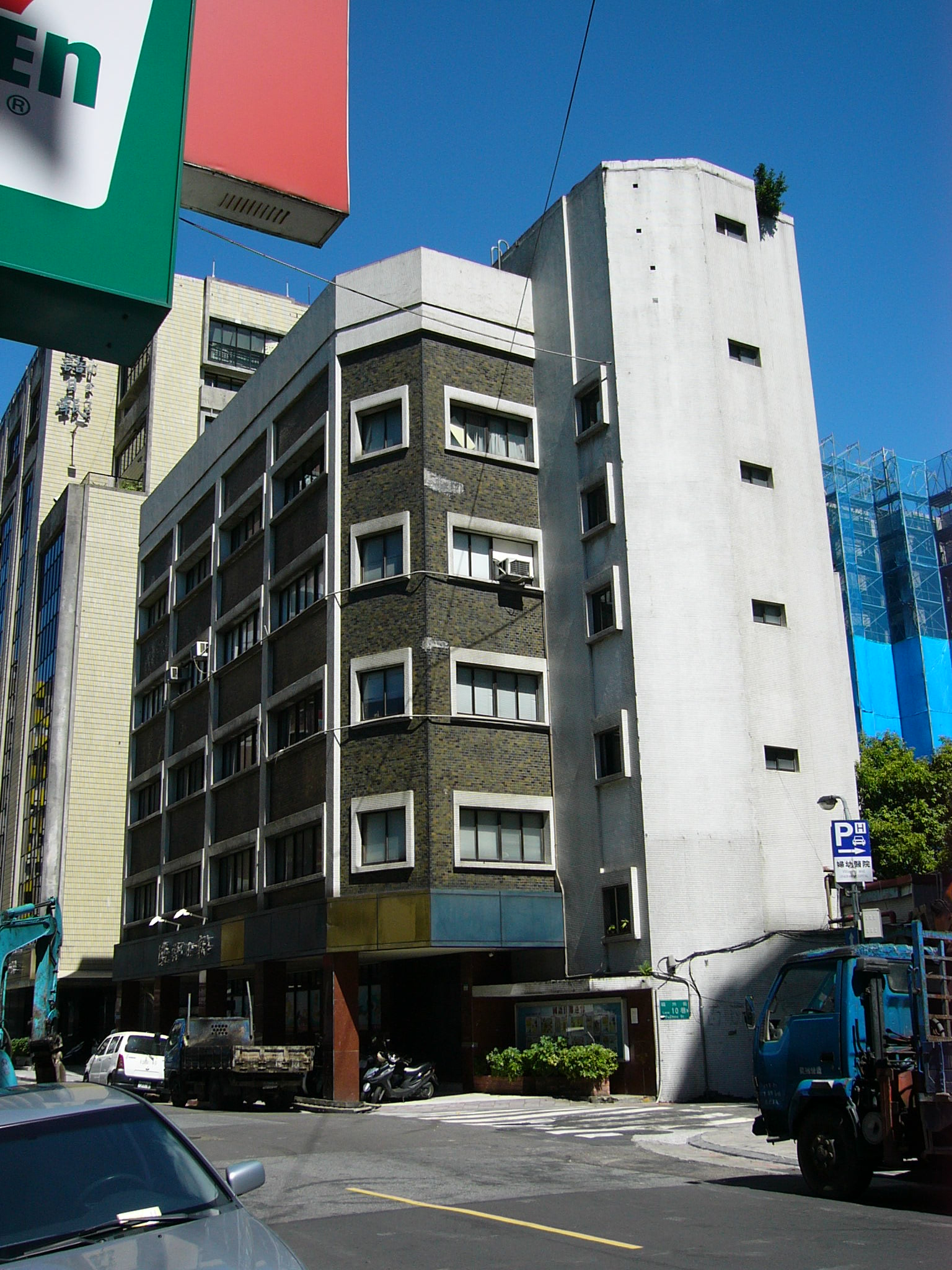
國語日報6層樓舊大樓，位於總社大樓旁。

《國語日報》是台灣一份以推行國語、普及教育為宗旨的專業報紙，也是目前全球唯一全文標註注音符號的中文報紙，由財團法人國語日報社發行。

## 歷史
1947年1月15日，中华民国教育部在北平創刊的小型全注音報紙《國語小報》，是個3日刊的小型報紙，全部用注音國字編印。其負責單位即為國語日報社的前身。
1948年1月，時任教育部長的朱家驊來台灣視察教育，發現台灣的國語教育推行十分積極，成績昭著，認為如果把北平的《國語小報》遷來台灣，改為日刊，一定可以發揮作用。於是在何容的提議下，將北平小報移至臺灣辦理，並允給開辦費及相關人事費用。決定將《國語小報》遷至台灣，並改名為《國語日報》，由魏建功擔任報社的發行人兼社長，聘請北平《國語小報》負責人王壽康為副社長，共同負責籌備工作，在台北植物園臺灣省國語推行委員會裡的小空房中籌備出版。從7月開始籌備，一直到10月25日光復節，《國語日報》發刊了創刊號。報頭題字者為時任中央研究院院長胡適。
1949年初，因營運不佳而實施清算（出售廠房與解散員工）後，教育部停止補助報社。9月，成立董事會，推選傅斯年為董事長、洪炎秋為社長、何容為副董事長、吳稚暉擔任名譽董事長，再貸款購入長沙街房舍作為社址，成立國語日報公司。
1951年10月1日，《國語日報》連載漫畫「小亨利」黑白版開始刊登。1955年7月4日，國語日報社自植物園遷入長沙街一一三號新址。
1960年1月，解散公司，改組為國語日報社。1962年，遷至台北市福州街的自建六層大樓，是中華民國報業史上首棟為辦報而建的大樓。
1968年9月28日，舉辦「第一屆國語日報杯全國國中小桌球錦標賽」。1973年3月7日，正式成立「語文中心」。1985年6月25日，再遷入台北市福州街二號購地新建的十五層辦公大樓。7月1日，正式成立「文化中心」。
1990年10月9日，當選教育部社教有功團體。1994年4月1日，《小作家月刊》正式面世。7月2日，正式成立「出版中心」。
1995年2月12日，《國語日報週刊》正式面世。10月29日，舉辦「第一屆國語日報兒童文學牧笛獎」。2000年4月9日，正式推出「國語日報社網站」。2000年10月25日：資訊室正式成立。
2011年1月1日，《小作家月刊》與《國語日報週刊進階版》合併。4月1日，「資訊室」更改為「資訊中心」。2012年9月6日，《中學生報》創刊，以國、高中生為主要讀者群，每周四出刊。
2017年2月，董事長林昭賢(林奕華之父)屆齡退休不到一年，且未如期召開董事會完成改選，爆發董事會爭議。
2017年9月5日，教育部迫於輿論壓力，認定國語日報社為政府捐助的財團法人，隨即以法人主管機關角色，要求國語日報修正捐助章程、改選董事，2018年3月，拒絕核備新任董事長蔣竹君
，國語日報社不服，最終提出行政訴訟，2022年11月30日二審最高行政法院確定國語日報社勝訴。

## 經營面向

### 報刊中心
- 《國語日報》
- 《國語日報週刊》
- 《中學生報》

### 出版中心
- 國語日報網路書店

### 課程中心
- 語文中心
- 科學班
- 才藝、體育班
- 美育班
- 音樂班
- 智能班
- 成人進修班

### 資訊中心
- MDNKIDS親子網站
- MDN eReading

## 歷任董事長
| 任別   | 姓名   | 任期                          | 備註             |        |
| 董事長 | 董事長 | 董事長                        | 董事長           | 董事長 |
| ------ | ------ | ----------------------------- | ---------------- | ------ |
|        | 吳稚暉 |                               | 擔任名譽董事長   |        |
|        | 傅斯年 | 1949年1月－1950年12月20日     |                  |        |
|        | 游彌堅 | 1950年12月－1971年12月12日    | 台北人           |        |
|        | 何容   | 1971年12月－1990年7月5日      |                  |        |
|        | 林清輝 | 1990年8月2日－1994年12月5日   |                  |        |
|        | 林良   | 1995年3月1日－2005年4月1日    | 屆齡退休         |        |
|        | 黃啟方 | 2005年5月1日－ 2014年5月      | 健康因素請辭     |        |
|        | 林昭賢 | 2014年5月- 2017年12月25日     | 董事會問題而請辭 |        |
|        | 蔣竹君 | 2017年12月25日－2021年8月31日 | 暫代董事長兼社長 |        |
|        | 孫慶國 | 2021年9月1日－至今            | 代理董事長兼社長 |        |

## 報導特色
《國語日報》的內文除標題之外，皆有以注音符號標註之。

## 報導取向
《國語日報》的新聞報導以文教新聞為主，不像一般商業報紙常報導許多社會新聞及影劇八卦。在報業史上，這是一個最凸出的例子，因此大部份的國小會訂閱給小學生閱讀。目前該報也開始關注媒體素養教育及兒童人權，也會有針對小朋友的國際情勢導讀。
目前每日的四大張中包含了下列各版：
1. 焦點新聞
2. 綜合新聞
3. 國際新聞
4. 生活
5. 漫畫
6. 科學教室
7. 故事
8. 兒童園地（低中年級）
9. 兒童園地（高年級）
10. 文藝
11. 語文教室（六日為藝術教室）
12. 家庭
13. 教育
14. 樂學
15. 地方新聞
16. 校園新聞(日一為人物)

### 報導時事爭議
- 2013年9月12日，《國語日報》以〈國民黨處份 王金平黨籍遭撤銷〉為頭版標題，原本定位為給學齡兒童看的報紙卻出現政治化的內容，引發洗腦爭議。[7][8][9]《國語日報》引用國立政治大學新聞學系退休教授陳世敏與國立中正大學傳播學系副教授管中祥的話反駁，解釋爭議時事也是教育一環，民主社會有不同意見很正常，但不能說「兒童媒體就不要報導政治」。[10]自稱謹守新聞倫理，提供多元知識。[11]
- 2014年三月，太陽花學運開始，《國語日報》社論版面開始報導政治議題，內容大多以政府說法為主；外界質疑《國語日報》的立場偏向挺兩岸服務貿易協議，家長反映兩極化。有家長質疑，類似「服貿利大於弊」或是「江揆拒退服貿」等標題內容，過於偏頗，不適合讓小朋友看；但《國語日報》表示，內容沒有預設立場，只是真實呈現社會正在發生的事，讓小學生充分了解。[12][13][14]

## 事業
國語日報社除了辦報外，還出版了兒童書籍和辭典。另外也有語文中心，開設給不同人學習的語文、作文課程，也有供外國人學習中文的語文班。此外還有模型等才藝班。

## 讀報教育
2005年國語日報社在臺灣率先發起NIE活動（NIE是Newspaper in Education，臺灣譯為「讀報教育」，就是把報紙當教材），將這項運用報紙學習命名為「讀報教育」。並募集公益資源挹注偏鄉弱勢兒童的閱讀，希望透過這項運動縮小城鄉差距，提升兒童閱讀寫作能力、增進思考表達能力，透過讀報把學習領域擴大到教科書以外的真實世界，培養優質的下一代公民。

## 其他發行書籍
國語日報社發行書籍除了有《國語日報》、《國語日報周刊》、《中學生報》等刊物外，還發行《國語日報學生字典》、《新編國語日報辭典》、《成語辭典》等工具書。
- 《新編國語日報辭典》：《國語日報辭典》修訂版，增列兩萬多個新語詞，共計五萬零九百多個語詞。其它修訂包括改用教育部標準字體，增設《一字多音審訂表》。[15]
- 《國語日報學生字典》：收錄單字八千多個，語詞、成語總數約在三萬多個以上。[16]
- 《成語辭典（增訂本）》：共收錄成語5576條，範圍除般成語外，其他如類似成語的熟語、俗語、外來語等也酌予收入。[17]

## 外部連結
- 財團法人國語日報社官方網站（页面存档备份，存于）
- 國語日報社 Mandarin Daily News的Facebook專頁